# Ситуационизм
Ситуациони́зм — направление в западном марксизме, возникшее в 1957 году в результате отпочкования от троцкизма. Активно проявило себя во время Майских событий 1968 года во Франции. Критика капитализма и партийной бюрократии привела к сближению ситуационистов с анархистами. Существенной предпосылкой социальной революции объявлялась революция сознания. Поскольку индивидуальное сознание детерминировалось общественной и культурной ситуацией, ситуационисты развили маоистскую идею культурной революции до продуцирования контркультуры и контркультурных ситуаций (отсюда название). Субъектом революции становилась творческая молодёжь. Современный капитализм воспринимался прежде всего как общество потребления, которое противоположно производству — сущностной черте человека. Поэтому отчуждённый от производства потребитель рассматривался практически как «недочеловек» — мишень критики.
Термин ситуационизма иногда путают с различными терминами психологии и бихевиоризма, в том числе — с ситуационной этикой. Создатели «Ситуационистского интернационала» отрицали любую сформированную идеологию, поэтому негативно относились к термину «ситуационизм».

## Исторический обзор

### Истоки ситуационизма
Ситуационизм сложился на стыке небольших художественно-политических течений: Леттристского интернационала, Международного движения за имажинистский баухаус, а также Лондонской психогеографической ассоциации. Также в ситуационизме прослеживается влияние дадаизма, сюрреализма, антигосударственного марксизма и флюксуса. Большое влияние на идеологию группы оказало также восстание в Венгрии 1956 г. и возникшие там советы рабочих. Признано также влияние «Формуляра нового урбанизма», выпущенного под псевдонимом Жиля Ивена в 1953 году Иваном Щегловым.
Движение, названное Ситуационистским интернационалом, было основано в 1957 г. в итальянском городе Коза д’Аросса. Единоличным лидером и теоретиком движения стал француз Ги Дебор — его часто упрекали в диктатуре по отношению к другим членам движения. Кроме того, участие в SI принимали шотландский писатель Александр Троччи, английский писатель Ральф Рамни (основатель Лондонской психогеографической ассоциации — был одним из первых изгнан из SI), датский художник-вандалист Асгер Йорн, ветеран венгерского восстания Аттила Котани, французская писательница и художница Мишель Бернштейн (жена Ги Дебора), а также Рауль Ванейгем.

### Ситуационистский интернационал
В отличие от многих других художественно-политических движений Европы того времени, ситуационизм проповедовал не эпатаж или эстетическое созидание, а «прямое политическое действие», что часто приводило к склокам внутри движения. Так, из-за излишнего «эстетства» из группы Ги Дебором были изгнаны Ральф Рамни и Мишель Бернштейн. Ситуационисты придерживались диалектического взгляда на искусство и идеологию и требовали их преодоления. Однако изгнанные из SI часто называли эту политику догматической.
В 1966 году студенты-ситуационисты осуществили захват и возглавили самоуправление Страсбургского университета, положив начало студенческим бунтам в Европе.
В 1967 выходит книга Ги Дебора «Общество спектакля», в которой были изложены основные идеи движения.

### Май 1968
В 1968 году ситуационистские лозунги, плакаты, листовки проникли в Париж через захваченный 14 мая студентами-ситуационистами филиал Сорбонны в Нантерре и во многом определили развитие событий во время майских беспорядков. Движение 22 марта также находилось под влиянием ситуационистских идей.
Несмотря на то, что ситуационистские лозунги находили отклик не только в среде студентов, но и рабочих, в самом Париже ситуационисты не смогли получить постов ни в одном из созданных Советов. Начались споры и столкновения с маоистами и сталинистами. «Радость революции» не возобладала над увеличением заработной платы и действиями правительства. Впоследствии Ги Дебор напишет, что революция против спектакля сама превратилась в спектакль.

### После Ситуационистского интернационала
Провал майского восстания 1968 года дискредитировал не столько во многом утопичные идеи ситуационизма, сколько способности его лидеров. Ги Дебор в 1972 г. распустил Ситуационистский интернационал, когда в нём состояло всего два человека. Даже в лучшие времена численность Ситуационистского интернационала не превышала 40 человек. Однако, несмотря на эту малочисленность, идеи ситуационизма серьёзно повлияли на развитие культуры и политики в Европе и США.
Так, ситуационисты Малькольм Макларен и Джейми Рид явились создателями британской панк-рок группы Sex Pistols, которая быстро обрела популярность во всём мире. В творчестве этой группы использовались лозунги из листовок 1968 года.
Можно также проследить ситуационистское влияние в радикальных течениях 80-х и 90-х годов, таких как Angry Brigade, Class War, Neoism. Идейные корни такого вида спорта как паркур также находятся в ситуационизме, который требовал освобождения человека от урбанистических и психологических рамок. Идея спектакля как опосредованного представления впоследствии была серьёзно переработана постмодернизмом.
Ситуационистские тексты написаны нарочито сложным, запутанным языком, что препятствовало распространению идей этого движения за пределы Франции. Интерес к Ситуационистскому интернационалу вновь возник в Европе после опубликования в начале 80-х «облегчённого варианта» «Общества спектакля» на английском языке.
В России идеи ситуационизма оказали существенное влияние на творчество различных художников, творческих объединений и музыкальных групп, например «Гражданской обороны». Некоторые лозунги Ситуационистского интернационала оказались востребованы не только радикалами (НБП, Pussy Riot), но и крупными политическими партиями.

## Теория ситуационизма

### Политические взгляды
Ситуационизм являлся амальгамой разнообразных художественных и политических теорий, что обеспечивало оригинальность и необычность его взглядов. Так, в области политической теории ситуационизм всегда ограждал себя от влияния других левых анархистских и марксистских течений: от сторонников сталинизма и маоизма ситуационисты отличались тем, что отрицали ведущую роль государства и партии при социализме, считая их главными виновниками возникновения государственного капитализма; однако признавали необходимость подготовки к революции и создания рабочих советов — этим они отличались от анархистов. Ситуационизм наиболее близок к троцкизму, но в нём он отрицал идеологию. Пропагандируя на словах пролетарскую революцию и рабочие советы, сами ситуационисты старались дистанцироваться от «вульгарного» рабочего класса, что сказалось на их поддержке в мае 1968 года.

### Ключевые понятия ситуационизма
- Ситуация — комплексное понятие, которое некоторое время использовалось в научных, художественных и философских кругах. Считается, что его изобрёл Асгер Йорн под влиянием идей Нильса Бора и связи концепции ситуации с термином локальности в квантовой физике. Ситуационист конструирует ситуации для того, чтобы преодолеть отчуждение собственной жизни, которое происходит из-за господства спектакля. Примером ситуации является трёхсторонний футбол — новый вид спорта, выдуманный Асгером Йорном.
- Спектакль или Общество спектакля. По мнению ситуационистов, развитие капиталистического общества приводит к тому, что капитал начинает аккумулировать помимо «физических» благ также образы, рождаемые СМИ, имиджи, информацию и прочие. Это приводит к тому, что любая информация, даже культурный код становятся товаром. Если раньше человек проводил свой досуг, реально проживая свою жизнь, то теперь он вынужден всё свободное от работы время отдавать покупкам брендов и созерцать «пир жизни» на телеэкранах. Таким образом, человек приносит капиталисту прибавочный продукт не только во время работы, но и в своё свободное время. Досуг превращается в потребление товарных фетишей. Гегелевское понятие отчуждения, получившее у Маркса экономический смысл, у ситуационистов приобрело значение революционной мотивации.

«Реальность, рассматриваемая по частям, является к нам уже в качестве собственной целостности, в виде особого, самостоятельного псевдо-мира, доступного лишь созерцанию. Все образы окружающего мира собрались в самостоятельном мире образов, насквозь пропитанном кичливой ложью. Спектакль вообще, как конкретное отрицание жизни, есть самостоятельное движение неживого» — Ги Дебор.
По мнению ситуационистов, спектакль ни в коей мере не является заговором, за ним не стоит никакой тайной организации, в нём нет кукловодов. Спектакль является следствием развития производительных сил в капиталистическом обществе. Согласно Ги Дебору, спектакль существует в распылённых и концентрированных формах. Распылённый спектакль свойствен странам с рыночной экономикой, а концентрированный — странам с государственным капитализмом и господством бюрократии, например, СССР или Китаю. Разница между ними заключается лишь в форме и величине репрессивного аппарата. В любом случае, говорит Ги Дебор, в обществе спектакля все аспекты культурного или повседневного опыта опосредованы капиталистическими отношениями.
- Рекуперация (Усвоение) — это процесс, в результате которого спектакль захватывает какую-либо революционную или бунтарскую идею и превращает её в товар. Так случилось, например, с портретом Че Гевары, который превратился в легко узнаваемый товарный знак, и с революцией 1968 года.

«Чтобы господствовать, Спектаклю необходимо иметь инструменты социального контроля. Он в состоянии рекуперировать потенциально угрожающую ситуацию благодаря своей изворотливости: для этого он либо создаёт заманчивые альтернативы для отвода глаз, либо усваивает угрозу, возвращая её нам уже в виде товара». — Ларри Ло.
Примером рекуперации самого ситуационизма могут служить выставки, прошедшие в Бостоне, Париже и Лондоне в 1989 и 2003 гг., на которых выставлялись оригинальные листовки, плакаты, журналы и фотографии, связанные с Ситуационистским интернационалом. В 2003 г. выставку спонсировали пивоваренная компания «Beck», а также Тони Уильсон — английский миллионер, владелец манчестерского ночного клуба «Хасьенда», оформленного в эстетике ситуационизма. Им же была организована продажа различной атрибутики, связанной с SI.
- Высвобождение (Detournement) — процесс, обратный рекуперации, который, по замыслу ситуационистов, должен был расшатать систему «авторитетов» и «брендов». В противовес спектаклю, превращающему революционную идею в товар, ситуационисты предлагали брать какой-нибудь фирменный знак или идею для рекламы и, при помощи назойливого повторения или искажения, доводить оригинальную идею до абсурда. Такая тактика впоследствии активно применялась и применяется на Западе (см. Adbusters) и в России, в частности, в Рунете, например в виде фотошоп-конкурсов на dirty.ru. Многие лозунги ситуационистов также использованы в современных театрализованных шествиях «Buy Nothing Day» в США и странах Европы: участники этих шествий призывают человечество отказаться от консюмеризма: прожить хотя бы один день без потребления и хождения по супермаркетам.

Detournement тесно перекликается с постмодернистским термином апроприации и идеей плагиата. В том числе и из-за этого ситуационисты выступают против авторского права.

## Ситуационистские лозунги
- «Запрещается запрещать!» — Il est interdit d’interdire — анонимное граффити. Май 1968.
- «Будь реалистом — требуй невозможного!» — Soyez réalistes, demandez l’impossible! — анонимное граффити. Май 1968.
- «Под мостовой — пляж!» — Sous les pavés, la plage! — анонимное граффити. Май 1968. (Остроумное оправдание для разбирания брусчатки на камни, метаемые в полицейских в ходе уличных протестов.)
- «Никогда не работай!» — Ne travaillez jamais! — анонимное граффити. Май 1968.
- «Отношения должны строиться на терроре, если не на страсти!» — Манифест Леттристского интернационала. Февраль 1953.
- «Человечеству не видать счастья, пока последнего капиталиста не задушат кишкой последнего бюрократа» — Оккупационный комитет народного свободного Сорбонского университета. Май 1968.

## Тексты ситуационистов
- Асгер Йорн. Открытое созидание и его враги
- Ги Дебор. Общество спектакля
- Рауль Ванейгем. Инструкция к мятежу
- Кен Нэбб[англ.]. Радость революции
- Р. Ванейгем. Революция повседневной жизни: Трактат об умении жить для молодых поколений / Пер. с франц. Э. Саттарова. М.: Гилея, 2005.[3]
- Ситуационистский Интернационал. О нищете студенческой жизни, рассмотренной в экономическом, политическом, психологическом и, в первую очередь, интеллектуальном аспекте, а также о некоторых способах её преодоления / Сост., пер. с франц., примеч. и послесл. С. Михайленко. М.: Гилея, 2012.
- Ги Дебор. За и против кинематографа: Теория, критика, сценарии / Сост., примеч. и коммент. С. Михайленко. М.: Гилея, 2015.
- Ги Дебор. Ситуационисты и новые формы действия в политике и искусстве: Статьи и декларации 1952—1985 / Сост., коммент. и примеч. С. Михайленко; пер. с фр. С. Михайленко и Т. Петухова. М.: Гилея, 2018.
- Грейл Маркус. Следы помады: Тайная история XX века / Пер. с англ. А. Умняшова под ред. В. Садовского. М.: Гилея, 2019.